# Nemesis 3: Prey Harder
Nemesis 3: Prey Harder (alt titlu: Nemesis 3: Time Lapse) este un film american cu buget redus din 1996 regizat de Albert Pyun. Rolurile principale au fost interpretate de actorii Sue Price, Tim Thomerson și Norbert Weisser. Este continuarea filmului Nemesis 2: Nebula (1995) și este urmat de Nemesis 4: Death Angel (1996).

## Prezentare
În 2077, cyborgii au cucerit țara. Omenirea are o singură speranță – femeia mutantă Alex. Cyborgii au creat o nouă generație pentru a o distruge. Farnsworth 2 cu o întreagă brigadă de cyborgi trebuie să o prindă, să determine tipul ADN-ului ei și să afle dacă a dat naștere unor descendenți.

## Distribuție
- Sue Price - Alex
- Tim Thomerson - Farnsworth 2
- Norbert Weisser - Edson
- Xavier Declie - Johnny
- Sharon Bruneau - Lock
- Debbie Muggli - Ditko
- Ursula Sarcev - Ramie
- Earl White - Brick / Juma
- Jon H. Epstein - Michael
- Chad Stahelski - Nebula
- Karen Studer - Zama
- Bobby Brown - Rebel #1 / Bob
- Jahi J.J. Zuri - Rebel #2
- Shelton Baily - Tribal Chief
- Cinque Glendy - Young Juma